# باولو روبرتو غونزاغا
باولو روبرتو غونزاغا (26 يناير 1989 في بلوميناو في البرازيل – )؛ هو لاعب كرة قدم كان يلعب كلاعب وسط.

## وصلات خارجية
- باولو روبرتو غونزاغا على موقع رابطة كرة القدم اليابانية للمحترفين (اليابانية)
- باولو روبرتو غونزاغا على موقع قاعدة بيانات كرة القدم.إي يو (الإنجليزية)
- باولو روبرتو غونزاغا على موقع Soccerway.com (الإنجليزية)
- باولو روبرتو غونزاغا على موقع عالم كرة القدم.نت (الإنجليزية)